# Catarina Salvaresso
Catarina Salvaresso, ou Ecaterina Salvaresso (Antes de 1558-1590, Trípoli) foi uma princesa consorte da Valáquia, tomando um papel bastante ativo no governo do principado, como Regente do seu filho, Mihnea, o Turco.

## Biografia
Catarina, apesar de provir de uma família italiana, mais especificamente genovesa, nasceu em Pera (atual Beyoğlu, em Istambul, Turquia), em data desconhecida. Era católica de nascimento.
Durante os primeiros anos de vida, viveu com a família em Beyoğlu, um bairro onde residiam várias famílias italianas de Constantinopla.
Catarina conheceu Alexandre, futuro Príncipe da Valáquia, filho do exilado Mircea IV da Valáquia e de Maria Despina da Sérvia, durante uma peregrinação deste a Constantinopla. Casaram-se em 1558, em Pera, e Catarina converteu-se à fé ortodoxa.
Em 1568, o sultão otomano Selim II, depôs Pedro I, filho da Regente Chiajna da Moldávia, e decidiu eleger outro príncipe. O escolhido foi Alexandre, seu marido, que também era membro da família Bassarabe do ramo Drăculeşti.
O primeiro ato notável do marido consistiu num banho de sangue de boiardos.
No Outono de 1570, há registos de uma primeira tentativa de usurpação do trono do marido, por um pretendente desconhecido, a que se seguiu uma nova onda de execuções e expropriação, e 17 dos que morreram eram fiéis ao Império Otomano.
Em 1573, Catarina, juntamente com o esposo, fundou a primeira imprensa de Bucareste, no Mosteiro de Plumbuita. Fundou também o Convento de Slătioarele.
No ano seguinte, o trono foi usurpado por Vintila da Valáquia, filho do malogrado príncipe Pătrașcu o Bom, mais precisamente a 14 de Abril, mas um mês depois, a 3 de Maio, Vintila foi preso e executado por Alexandre, que regressou ao trono.
Em 1576, um grupo de 70-80 boiardos insatisfeitos vai à corte do sultão Murade III para solicitar um inquérito sobre os abusos de Alexandre. O sultão prendeu os boiardos.
No início do ano seguinte um outro pretendente, apoiado por sete boiardos, jura que o sultão é uma família de classe baixa. Mas este pretendente é também repelido.
Alexandre falece de forma inesperada a 15 de Abril de 1577 (25 de Julho segundo a opinião do historiador Nicolae Iorga), deixando o trono para um filho de apenas 13 anos de idade, que deixou sob a regência de Catarina, que governou durante sete anos (1577-1583). Na época da sua regência o país passava por um período conturbado, pois estava repleto de intrigas e pretendentes ao trono, e encontrava-se sob suserania otomana, ao ponto de uma das principais razões de um governante de se encontrar sentado no trono valaquiano se prendia com a vontade da Sublime Porta. Segundo uma carta enviada a 24 de Fevereiro de 1578 por Catarina à sua irmã mais nova, Maria Fabrizio, tentando convencê-la a afastar-se da Valáquia:
Citação: "És minha irmã, do meu sangue e amo-te muito, mas este lugar não sofre tanto tempo para se comportar, após o rito grego... aqui as pessoas não são como em Constantinopla e Pera onde os gregos e francos se misturam e convivem pacificamente. O Príncipe vem para a igreja e os francos têm de se deslocar para outra igreja. É uma vergonha e parece que o mundo nos despreza. Por outro lado, este país é a nossa herança; hoje nós somos, e não depois de amanhã, se Deus quiser. Estamos nas mãos da cidade e não sabemos onde estaremos até ao fim."
A 23 de Julho de 1583, Catarina e Mihnea foram depostos, devido algumas intrigas por parte de Pedro, um outro filho de Pătrașcu o Bom, contra a regente junto do sultão. Para melhor convencer o governante otomano, Pedro deu-lhe todo o seu apoio diplomático e também 80 000 ducados, sendo 1/4 dessa quantia paga naquele momento. Assim, Mihnea e Catarina foram forçados ao exílio em Trípoli. Mas não durou muito. Catarina, inteligente e astuta, oferece vários presentes aos oficiais do sultão para que estes o convencessem a devolver o trono a Mihnea.
Mihnea, após pagar 700 000 scudi para ter Pedro II removido do trono, teve de aumentar a receita fiscal e especialmente o aluguer, que chegou a níveis bastante altos, na sua chegada a Bucareste. Mihnea prometeu ainda ao Grão-Vizir tantas moedasde ouro quantas aquelas que 600 cavalos poderiam carregar, em troca de ter Pedro morto, pedido esse que foi concretizado pelo sultão, que matou Pedro em 1590.
Catarina manteve-se em Trípoli, onde morreu em 1590.